# Коцюбинский, Юрий Михайлович
Гео́ргий (Ю́рий) Миха́йлович Коцюби́нский (25 ноября [7 декабря] 1896, Винница — 8 марта 1937, Москва) — украинский советский государственный и партийный деятель.

## Биография
Родился 25 ноября [7 декабря] 1896 года в Виннице в семье украинских писателей Веры и Михаила Коцюбинских. Сестра Оксана была первой женой Виталия Примакова.
В 1913 году вступил в РСДРП. С 1914 года — член Черниговского комитета РСДРП.
В 1916 году окончил полный курс Черниговской мужской гимназии. Осенью 1916 года мобилизован в армию.
К началу мая 1917 года окончил 1-ю Одесскую школу прапорщиков, был организатором и первым председателем «союза украинских юнкеров» школы; участник Февральской революции 1917 года.
В чине прапорщика служил в Петрограде, в 180-м пехотном запасном полку. Вёл революционную агитацию среди солдат. За антивоенную пропаганду арестовывался Временным правительством. Стал членом Военной организации большевиков при Петроградском комитете РСДРП(б). Присутствовал на 1-м и 2-м съездах Советов. С 20 октября (2 ноября) 1917 — член ВРК, комиссар гвардейского Семёновского запасного полка.
Участник Октябрьского вооружённого восстания в Петрограде, участвовал в штурме Зимнего дворца. Был комендантом Московско-Нарвского района. В боях с войсками Керенского—Краснова возглавлял сводный красногвардейский отряд.
В декабре 1917 года в Харькове на Первом Всеукраинском съезде Советов был избран в состав первого Советского правительства (Народного секретариата) — заместитель народного секретаря по военным делам Украины. Принимал участие в создании вооружённых формирований Червоного казачества, немаловажной составляющей Красной армии на территории Советской Украины и СССР. В январе-феврале 1918 года — главнокомандующий Украинскими советскими войсками, член Всеукраинского ВРК. Совместно с Михаилом Муравьёвым руководил операцией по разгрому войск Украинской народной республики и захвату Киева большевиками в январе 1918 года.
После оккупации Украины германскими войсками — член повстанческого Украинского правительства и областного комитета партии, член Оргбюро по созыву 1-го съезда компартии Украины, член Всеукраинского центрального Военно-революционного комитета, с ноября 1918 года — член правительства Советской Украины. В январе-июне 1919 года — член Военно-революционного совета Украинского фронта, с августа — председатель Черниговского губкома КП(б) Украины, входил в ЦК КП(б) Украины и в Зафронтовое бюро ЦК. В 1920 году стал членом Полтавского губкома КП(б) Украины.
В 1921—1922 годах был дипломатическим представителем Украины в Вене. С 1925 года был советником полпредств СССР в Австрии и Польше. Участвовал в подписании советско-польского Рижского мирного договора (1921). С 1930 года — заместитель наркома земледелия УССР. С 1933 года — заместитель председателя СНК и одновременно председатель Госплана УССР. Неоднократно избирался членом ЦК КП(б) Украины, член Оргбюро ЦК КП(б) Украины. В 1934 году был делегатом 17-го съезда ВКП(б).
Был женат на дочери Г. И. Петровского Антонине. Сын Олег (1923—1980) — доктор технических наук, специалист в области станкостроения.

#### Репрессии
Обвинён в создании по поручению Г. Пятакова и руководстве контрреволюционной организацией «Украинский троцкистский центр». 5 октября 1936 года арестован и 8 марта 1937 года приговорён к смертной казни. Расстрелян в тот же день. В декабре 1955 года реабилитирован.

## Память
- В Чернигове, на Аллее Героев, стоял памятник-бюст Ю. М. Коцюбинскому (скульпторы Ф. А. Коцюбинский, К. А. Кузнецов, архитекторы К. С. Джанашия, Г. А. Урусов);в ночь с 24 на  25 апреля 2015 года бюст был сброшен с пьедестала и сдан в музей[4].
- На здании мужской классической гимназии в Чернигове, где учился Юрий Коцюбинский, и на доме Коцюбинских установлены мемориальные доски.
- Именем Юрия Коцюбинского до 2015 года называлась улица в Шевченковском районе Киева (теперь — улица Владимира Винниченко).
- Именем Юрия Коцюбинского названа улица в Луганске.

## Киновоплощения
- «Правда» (1957). В роли Юрия Коцюбинского — Валентин Черняк
- «Семья Коцюбинских» (1970) В роли Юрия Коцюбинского — Юрий Демич